# Camelot (Fernsehserie)
Camelot ist eine Fernsehserie, die 2011 produziert und nach einer Staffel abgesetzt wurde. Die Produzenten der Tudors und der Borgias versuchten mit dieser Serie eine moderne Interpretation der Sage um König Artus zu verfilmen. Die einzelnen Folgen der Mini-Serie wurden in Deutschland frei empfangbar erstmals vom 21. März bis 23. März 2013 auf ZDFneo gezeigt.

## Handlung
Die Zauberin Morgan verkleidet sich mit Hilfe von Magie als Dienstmädchen und vergiftet ihren Vater, König Uther Pendragon, der ihre Mutter betrogen und sie für 15 Jahre fortgeschickt hatte. Morgan verbannt auch Uthers Frau Igraine und lädt den mächtigsten Feind ihres Vaters, König Lot, nach Schloss Pendragon ein, um ein Bündnis zu besiegeln. Merlin, Uthers engster Berater, findet den jungen Arthur und sagt ihm, er sei der neue König. Arthur kann kaum glauben, dass er königlichen Blutes ist, aber seine Adoptiveltern bestätigen dies. Jahre zuvor hatte Uther eine Affäre mit der Königin von Cornwall, Igraine, und es war Merlin, der das Stelldichein arrangierte. Merlin überredet Arthur, ihn zur verlassenen Festung Camelot zu begleiten. Arthurs Adoptivbruder Kay schließt sich ihnen an. Doch als er anfängt zu schlafen, träumt er von einer Frau mit blondem Haar, die nackt mit Arthur sext. In Uthers Palast hört Morgan vom neuen König. Sie erscheint zusammen mit König Lot in Camelot und verkündet, sie sei die einzige legitime Erbin sei. Dort bestätigt Igraine, dass dies wahr ist. Arthur weigert sich jedoch, seinen Thron aufzugeben. Dies erzürnt Morgan und um seine Macht zu demonstrieren, lässt Lot Arthurs Adoptivmutter vor seinen Augen töten, wo Arthur wütend auf Lot ist, aber auch zugleich traurig um den Tod seiner Adoptivmutter.
Arthur geht mit seinem Adoptivbruder Kay zum Grab von seiner Adoptivmutter, um die er trauert. Arthur trifft Guinevere, die Frau seiner Träume. Morgan und König Lot verschwören sich, um Camelot anzugreifen und den Thron zu besteigen. Lot verwundet Arthurs legitimen Vater tödlich, der sich rächt, indem er Lot ersticht, bevor er stirbt. Merlin lässt Arthur das im Stein vererbte Schwert zurückfordern, das hier als Schwert des Mars bekannt ist, um seine Würdigkeit als König zu beweisen. Es wird angedeutet, dass Merlin den Wettbewerb im Voraus manipuliert hat, sodass nur derjenige, der das Schwert zuerst hineinstößt, es auch herausziehen kann, während er Arthur vorschlägt, dass er das Schwert auf diese Weise zurückerhalten kann. Merlin nutzt Arthurs Erfolg als Propaganda, um Loyalität gegenüber Arthur zu wecken.
Guineveres Haus wird kurz vor ihrer Hochzeit geplündert. Sie flieht nach Camelot, um von ihrem zukünftigen Ehemann Leontes beschützt zu werden. Kay und Leontes suchen einen vertrauenswürdigen neuen Krieger, der sich ihnen anschließt. Arthur und Merlin nehmen eine Einladung an, mit Morgan zum Abendessen in ihr Schloss zu gehen. Arthur trifft sich dann mit Guinevere und sie kämpfen mit ihrer Beziehung, während sie sich auf ihre Hochzeit mit Leontes vorbereitet. Arthur hat am Morgen ihrer Hochzeit mit Leontes Sex mit Guinevere. Merlin vermutet, dass Arthur in Guinevere vernarrt ist. Arthur muss seine Niederlage bei seinem Streben nach ihr eingestehen.
Merlin besucht den legendären Schwertschmied Caliburn und gibt ihm Einzelheiten über Arthurs Körperbau und Kampfstil, um sicherzustellen, dass ein für ihn geeignetes Schwert hergestellt wird. Nachdem das Schwert hergestellt ist, tötet Merlin versehentlich Caliburn. Seine Tochter Excalibur rudert in die Mitte eines Sees, in den sie aus Rache das Schwert werfen will. Merlin spricht einen Zauber, der die Wasseroberfläche gefrieren lässt, und geht zu ihr. Excalibur verliert das Gleichgewicht, fällt in den See und ertrinkt, als sich über ihr Eis bildet. Beim Versuch, sich zu retten, schlägt sie mit dem Schwert ein Loch in das Eis und umklammert es mit ihrer Hand, die aus dem See auftaucht. Merlin nimmt ihr das Schwert aus der Hand, kann jedoch nicht durch die Eisschicht brechen, um sie zu retten. Merlin belügt Arthur darüber, wie er an das Schwert gekommen ist, das er zu Ehren von Caliburns Tochter Excalibur nennt. Merlins irreführender Bericht ähnelt der traditionellen Artus-Sage der „Herrin des Sees“. Ein Gespräch mit Guinevere verändert Arthur, der beginnt, seine Macht durch Sparring mit Leontes geltend zu machen. Frustriert, dass er nicht bei Guinevere sein kann, vernachlässigt Arthur seine Pflichten gegenüber seinen Kriegern.
Arthur greift in eine Mordermittlung ein, da er überzeugt ist, dass der Mörder ein ehrenhaftes Motiv gehabt haben könnte. Arthur versucht, die Rechtsstaatlichkeit wiederherzustellen und eröffnet einen Prozess. Morgan versucht, politische Gunst zu erlangen, indem sie sich als Verfechterin der Gerechtigkeit präsentiert, während sie einem örtlichen Söldner die Prügelattacke auf Sybil, die Nonne, die sie aufgezogen hat, in die Schuhe schiebt. Morgan schneidet dem Söldner dann vor ihren Anhängern die Kehle durch.
Guinevere reist zum Haus ihrer Eltern, wo ihr Vater im Sterben liegt, sie wird begleitet von Arthur. Kays reist (auf Geheiß Merlins) zum Haus seines verstorbenen Vaters, um seine Bibliothek zu holen. Eine Frau kommt zu Morgan, um Gerechtigkeit zu erlangen und diese behauptet, Sybil habe den Tod ihrer Tochter verursacht, indem sie das Kloster absichtlich in Brand gesteckt habe. Morgan beschließt, Sybil für ihre Nachlässigkeit zu bestrafen, indem sie ihre Hand verbrennt, um den Eindruck unparteiischer Gerechtigkeit aufrechtzuerhalten, weist jedoch die Vorwürfe der Hexerei gegen ihren Mentor zurück, sowohl weil Sybils Magie gutartig ist, als auch um ihre eigenen dunklen Kräfte zu verbergen.
Morgan lädt Arthur und sein Regiment zu einem unterhaltsamen Abend und einer Übernachtung ein. Während dieser Zeit inszeniert sie eine Reihe von Intrigen und Scherzen, darunter einen vorgetäuschten Angriff auf die Burg, von dem viele glauben, dass er von einem ehemaligen Rivalen Uthers ausgeführt wird. Morgan verwandelt sich schließlich in Igraine und reitet mit Arthur zurück nach Camelot. Währenddessen wird Igraine in einem Verlies in dem Schloss Pendragon gefesselt.
Währenddessen streift Morgan durch die Hallen von Camelot, durch die Zauberei, die sie als Igraine verkleidet und plant Intrigen. Als Igraine enthüllt sie Leontes, dass Arthur am Morgen vor ihrer Hochzeit ein Stelldichein mit Guinevere hatte und Sex mit Merlin hatte. Sie wird auch von dem Waisenkind Redwald angesprochen, der Igraine offensichtlich kennt und liebt. In dieser Nacht lässt der Zauber nach und Redwald sieht, wie sich ihr Gesicht kurz verändert. Morgan versucht, ihn davon abzuhalten, Hilfe zu holen, und lässt ihn versehentlich von einer Mauer fallen und sterben. Am nächsten Tag sieht Merlin, dass seine Kleider zerrissen sind, und erkennt, dass jemand weiß, was passiert ist. Die echte Igraine entkommt schließlich aus Schloss Pendragon, nachdem sie einen Wächter getötet hat, der sie im Austausch für ihre Freilassung vergewaltigt hatte, und reist zurück nach Camelot, wo sie nur auf eine immer noch verkleidete Morgan trifft.
Morgan überzeugt Igraine, dass sie nur halluziniert, und flieht nun in ihrer eigenen Gestalt aus Camelot. Als Merlin und Igraine Morgan in Castle Pendragon damit konfrontieren, werden sie und ihre Anhänger verhaftet. Dann inszeniert sie anonym einen Überfall am Bardon Pass, in der Hoffnung, dass Arthur nicht in der Lage sein wird, ihn zu stoppen, wodurch sie als die bessere Herrscherin von Camelot anerkannt wird, wohin sie mit ihren neuen Gefangenen Merlin und Igraine reist. Leontes konfrontiert Guinevere mit ihrer Beziehung zu Arthur und konfrontiert dann Arthur damit. Während der Schlacht wird Kay von einem Pfeil getroffen und braucht dringend medizinische Hilfe. Arthur und seine Freunde erkennen, dass sie nur Erfolg haben werden, wenn einer von ihnen zurückbleibt. Arthur meldet sich freiwillig und bereitet sich auf einen Kampf auf Leben und Tod mit Morgans Armee vor, während seine Freunde gehen.
Morgans Plan, Arthur zu stürzen, wird aufgedeckt. Leontes stirbt, als er Arthur am Bardon Pass beschützt, und sagt ihm, er solle Guinevere ehren. Morgan behauptet, Arthur sei gestorben, woraufhin Sybil sagt, sie solle Königin werden, was das Volk gutheißt. Morgan ersticht Igraine und behauptet, sie habe sie verbannt, doch Igraine enthüllt, sie habe sie fortgeschickt, weil Uther sie töten wollte. Arthur kehrt bei ihrer Krönung zurück und enthüllt einen ihrer Männer, der gesteht, dass sie dahintersteckt. Sybil nimmt jedoch die Verantwortung für Morgans verräterische Pläne auf sich und behauptet, sie habe alles geplant und Morgan habe nichts davon gewusst. Igraine stirbt in den Armen eines tränenreichen Merlin. Sybil wird hingerichtet, und während die Öffentlichkeit diese Geschichte akzeptiert, lassen sich Arthur und Merlin nicht täuschen. Arthur entzieht Morgan den Namen und das Banner von Pendragon und sagt, ihre Burg sei nicht mehr geschützt. Morgan besucht Sybils Grab und als sie eine Stimme hört, die ihr sagt, sie solle ein Kind gebären, verkleidet sie sich als Guinevere und hat Sex mit Arthur.

## Produktion
Die Dreharbeiten der Serie fanden zwischen Juni und Juli 2010 im County Wicklow in Irland statt. Die Postproduktion wie auch die Visual Effects wurden in einem kanadischen Studio durchgeführt. Den ersten zehn Episoden von Camelot hätten weitere Staffeln folgen sollen, doch hatte die Serie 2011 gegenüber der wesentlich erfolgreicheren Fantasyserie Game of Thrones eindeutig das Nachsehen. Die Produktionskosten von sieben Millionen Dollar pro Episode standen in keiner Relation zu den sinkenden Zuschauerzahlen. Darum wurde die Serie nach nur einer Staffel eingestellt.

## Kritiken
Die Serie bekam überwiegend negative Kritiken. So schrieb das Time Magazine, die Serie sei exceedingly silly (deutsch überaus albern), während das Magazin „Pittsburgh-Post-Gazette“ schrieb, die Serie sei dull and talky and its first three episodes offer few surprises in storytelling. (deutsch Die Serie ist langweilig und geschwätzig und die ersten drei Episoden bieten nur wenige Überraschungen im Nacherzählen der bekannten Geschichte.)

## Besetzung und Synchronisation
Die deutsche Synchronisation entstand durch die Synchronfirma Scalamedia in Berlin. Die deutschen Dialogbücher stammen aus der Feder von Lutz Riedel, der auch die Dialogregie führte. 
| Rolle                 | Darsteller           | Synchronsprecher         |
| --------------------- | -------------------- | ------------------------ |
| Arthur Pendragon      | Jamie Campbell Bower | Konrad Bösherz           |
| Merlin                | Joseph Fiennes       | Dennis Schmidt-Foß       |
| Morgan le Fay         | Eva Green            | Victoria Sturm           |
| Kay                   | Peter Mooney         | Jan Makino               |
| Guinevere             | Tamsin Egerton       | Magdalena Turba          |
| Leontes               | Philip Winchester    | Peter Lontzek            |
| Gawain                | Clive Standen        | Markus Pfeiffer          |
| Königin Igraine       | Claire Forlani       | Anke Reitzenstein        |
| König Lot             | James Purefoy        | Ingo Albrecht            |
| König Uther Pendragon | Sebastian Koch       | Sebastian Koch           |
| Sybil                 | Sinéad Cusack        | Kerstin Sanders-Dornseif |

## Episodenliste
| Originaltitel             | Deutscher Titel            |
| ------------------------- | -------------------------- |
| Homecoming                | Der junge König            |
| The Sword and the Crown   | Das Schwert und die Krone  |
| Guinevere                 | Verbotene Liebe            |
| Lady of the Lake          | Excalibur                  |
| Justice                   | Gerechtigkeit              |
| Three Journeys            | Die Augen der Verstorbenen |
| The Long Night            | Die lange Nacht            |
| Igraine                   | Die Verwandlung            |
| The Battle of Bardon Pass | Die Hure des Königs        |
| Reckoning                 | Das wahre Gesicht          |

## DVD-Veröffentlichung
Die Serie ist seit dem 8. Juni 2012 im deutschsprachigen Raum auf DVD (auch Blu-Ray) zu beziehen. Neben den zehn Episoden sind rund 35 Minuten Bonusmaterial, darunter auch ein kurzes Making-of enthalten.